# Campeonato Panamericano de Balonmano
El Campeonato Panamericano de Balonmano Masculino fue la máxima competición de balonmano entre selecciones nacionales de América. El torneo se celebraba desde 1979 y la organización fue llevada a cabo por la Federación Panamericana de Balonmano (PATHF). Desde 2019, tras la división de la federación por parte de la Federación Internacional de Balonmano (IHF), la organización rige a partir de la Confederación Sur y Centroamericana de Balonmano (Coscabal) entre equipos de sur y Centroamérica, creándose el Campeonato Sur-Centroamericano y el Campeonato Norteamericano y Caribeño.

## Ediciones
| N.°   | Año  | Sede           | Oro       | Plata          | Bronce         |
| ----- | ---- | -------------- | --------- | -------------- | -------------- |
| I     | 1979 | México         | Cuba      | Canadá         | Estados Unidos |
| II    | 1981 | Argentina      | Cuba      | Brasil         | Estados Unidos |
| III   | 1983 | Estados Unidos | Cuba      | Estados Unidos | Canadá         |
| IV    | 1985 | Brasil         | Cuba      | Estados Unidos | Brasil         |
| V     | 1989 | Cuba           | Cuba      | Brasil         | Estados Unidos |
| VI    | 1994 | México         | Cuba      | Brasil         | Estados Unidos |
| VII   | 1996 | Estados Unidos | Cuba      | Argentina      | Estados Unidos |
| VIII  | 1998 | Cuba           | Cuba      | Argentina      | Brasil         |
| IX    | 2000 | Brasil         | Argentina | Cuba           | Brasil         |
| X     | 2002 | Argentina      | Argentina | Brasil         | Groenlandia    |
| XI    | 2004 | Chile          | Argentina | Brasil         | Canadá         |
| XII   | 2006 | Brasil         | Brasil    | Argentina      | Groenlandia    |
| XIII  | 2008 | Brasil         | Brasil    | Argentina      | Cuba           |
| XIV   | 2010 | Chile          | Argentina | Brasil         | Chile          |
| XV    | 2012 | Argentina      | Argentina | Brasil         | Chile          |
| XVI   | 2014 | Uruguay        | Argentina | Brasil         | Chile          |
| XVII  | 2016 | Argentina      | Brasil    | Chile          | Argentina      |
| XVIII | 2018 | Groenlandia    | Argentina | Brasil         | Chile          |

## Medallero histórico
| Núm. | País           | Oro | Plata | Bronce | Total |
| ---- | -------------- | --- | ----- | ------ | ----- |
| 1    | Cuba           | 8   | 1     | 1      | 10    |
| 2    | Argentina      | 7   | 4     | 1      | 12    |
| 3    | Brasil         | 3   | 9     | 3      | 15    |
| 4    | Estados Unidos | 0   | 2     | 5      | 7     |
| 5    | Chile          | 0   | 1     | 4      | 5     |
| 6    | Canadá         | 0   | 1     | 2      | 3     |
| 7    | Groenlandia    | 0   | 0     | 2      | 2     |